# Kriegerdenkmal Mennewitz

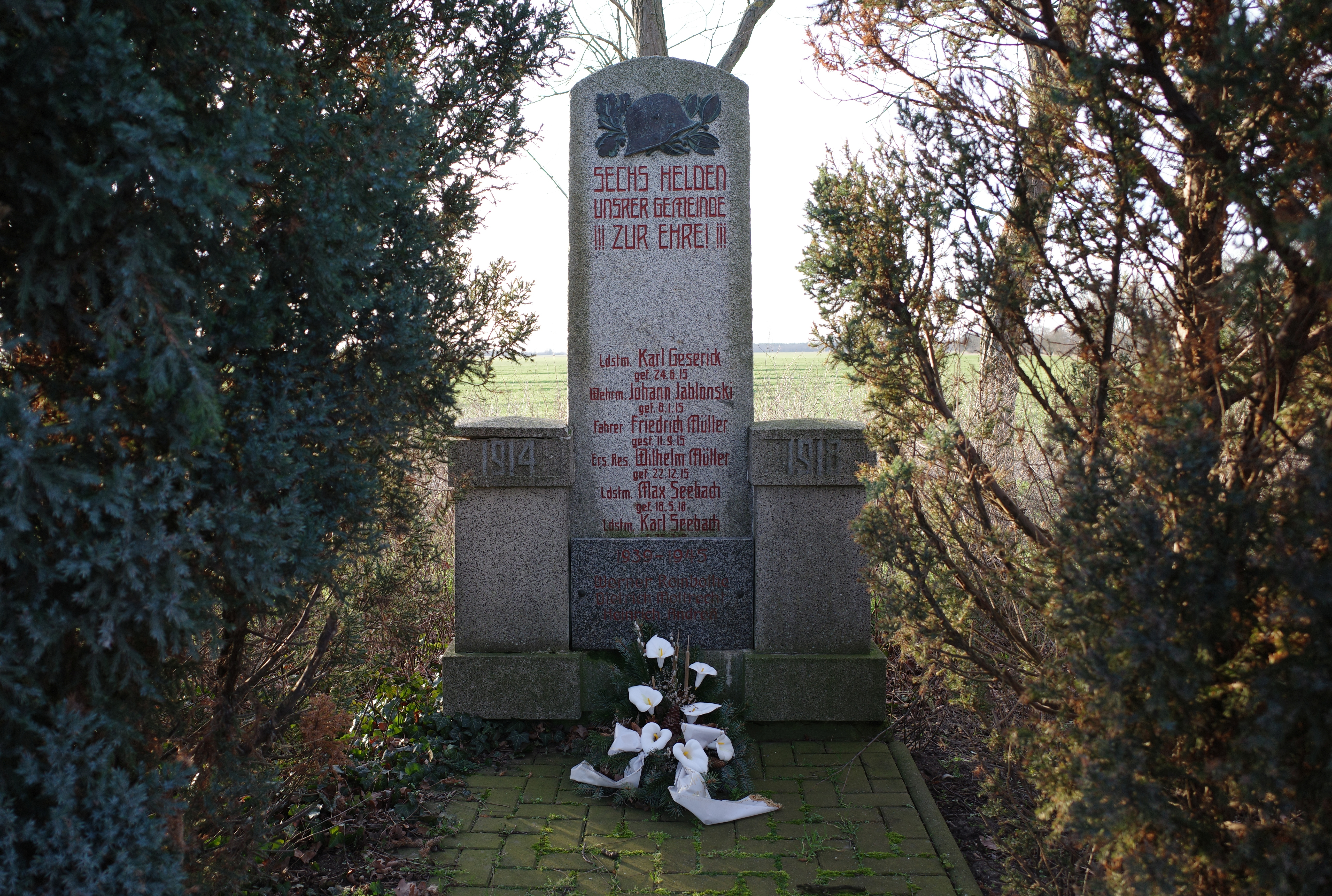
Kriegerdenkmal Mennewitz

Das Kriegerdenkmal Mennewitz ist ein denkmalgeschütztes Kriegerdenkmal im Ortsteil Mennewitz der Stadt Aken in Sachsen-Anhalt. Im örtlichen Denkmalverzeichnis ist es mit der Erfassungsnummer 094 70757 als Baudenkmal verzeichnet.
Das Kriegerdenkmal in Mennewitz befindet sich an der Dorfstraße, am Ortsausgang in Richtung Kühren. Es handelt sich dabei um eine Stele zu Gedenken an die Gefallenen des Ersten Weltkriegs und des Zweiten Weltkriegs.

## Inschrift
Erster Weltkrieg
Zweiter Weltkrieg